# Porto Naval de Karlskrona
A Cidade Naval de Karlskrona (em sueco: Örlogsstaden Karlskrona;  PRONÚNCIA)
é constituída pelo núcleo histórico da cidade sueca de Karlskrona, no litoral do Sul da Suécia. 
Está classificada como Património Mundial, e abrange os edifícios e instalações militares da base naval construída em 1680 - por ordem do rei Carlos XI da Suécia (em sueco: Karl XI) - para assegurar o domínio da Suécia sobre o mar Báltico e o controle das suas possessões na Finlândia, Estónia, Letónia e no norte da Alemanha. 

Passados 300 anos, o conjunto arquitetónico histórico está muito bem conservado e praticamente completo. Ao mesmo tempo, a cidade alberga hoje em dia um centro de alto comando e várias unidades da Marinha Sueca, um centro de comando da Guarda Costeira, e ainda os modernos estaleiros de Karlskrona, onde são reparados e construídos navios civis e militares. 

## UNESCO
Foi inclusa como Património Mundial por ser "um excepcional exemplo de cidade naval europeia planificada, característica do final do Século XVII".

## Galeria

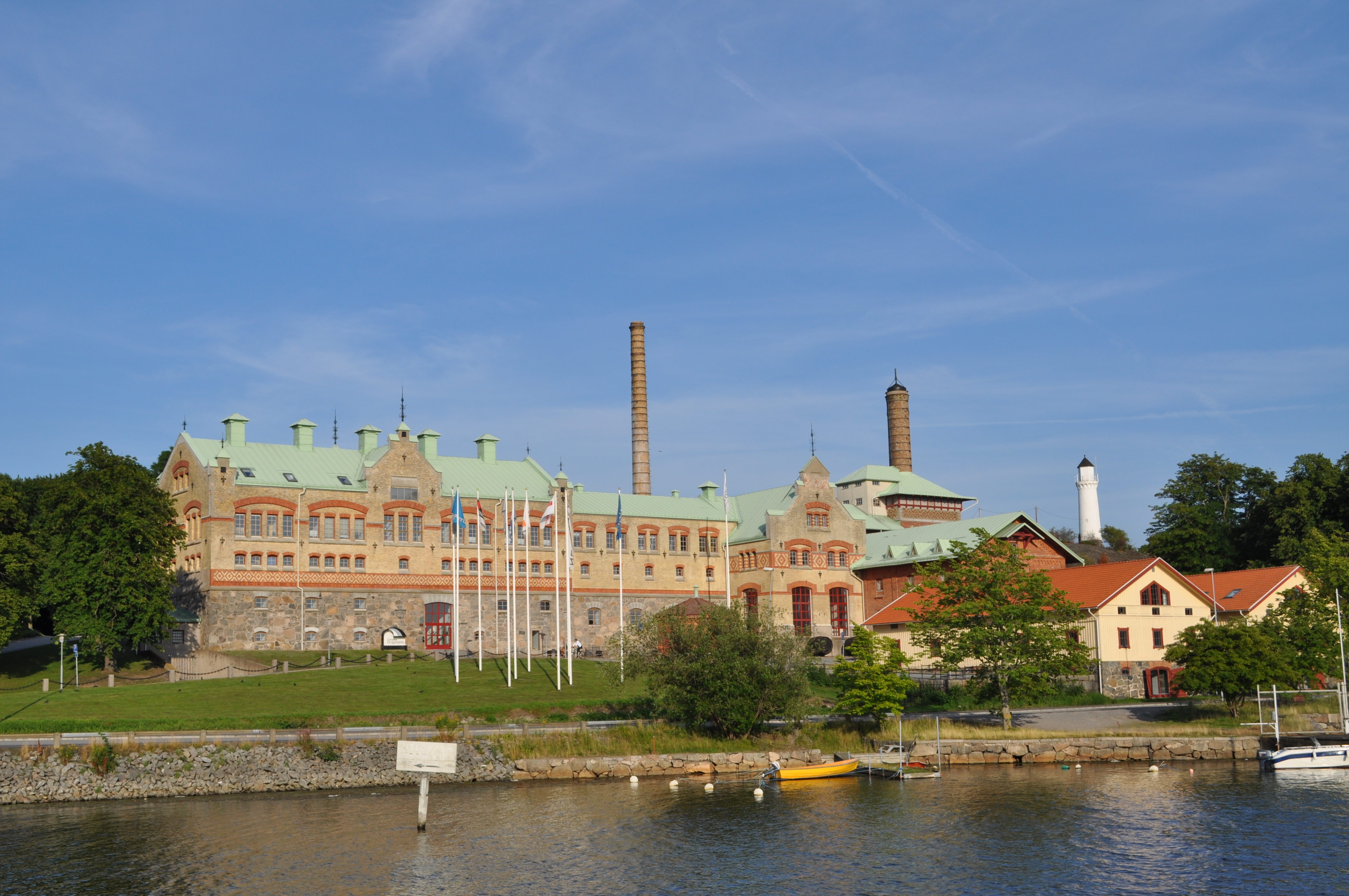
Fábrica de cerveja alemã do século xvii
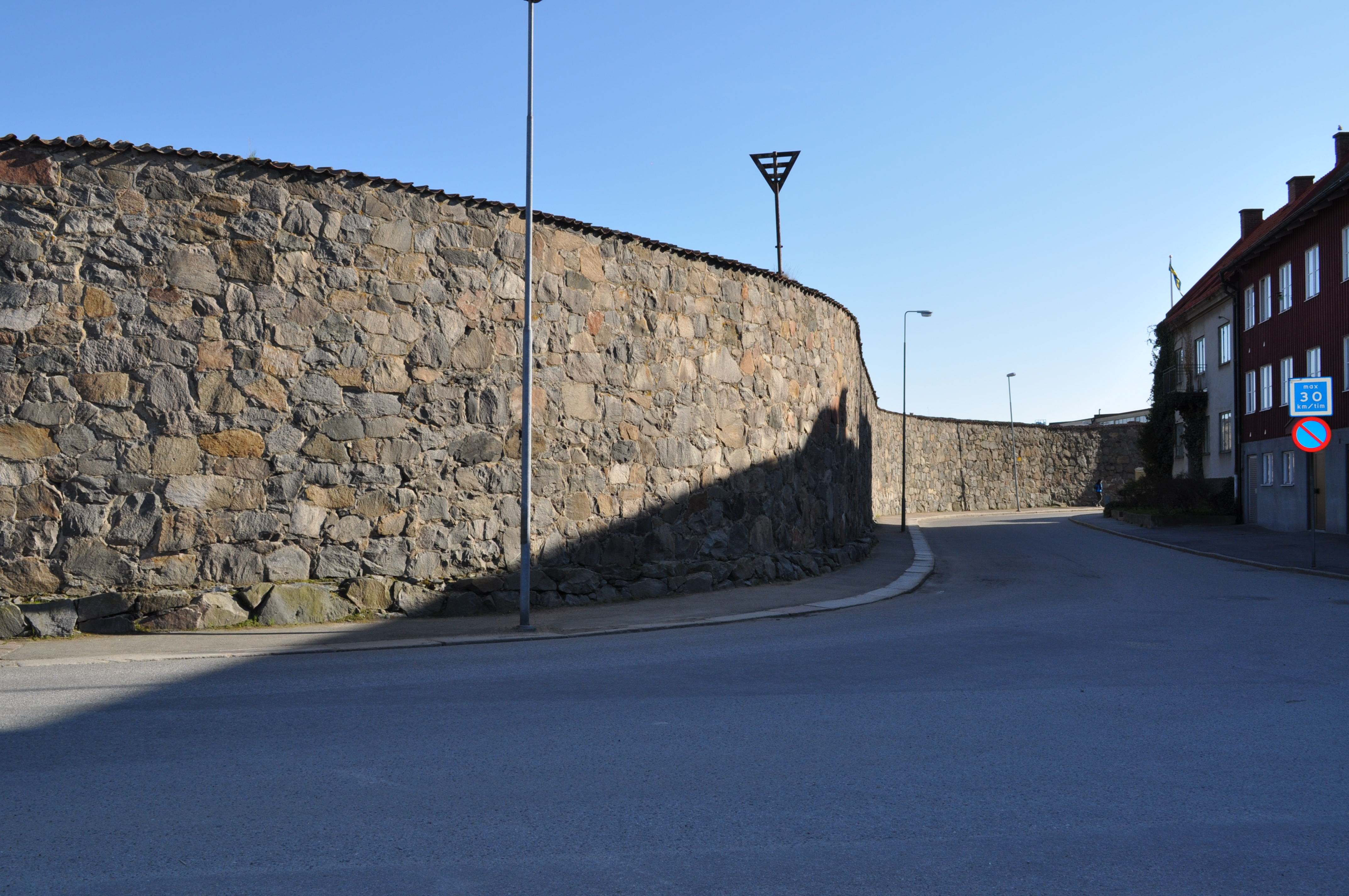
Muro exterior dos estaleiros
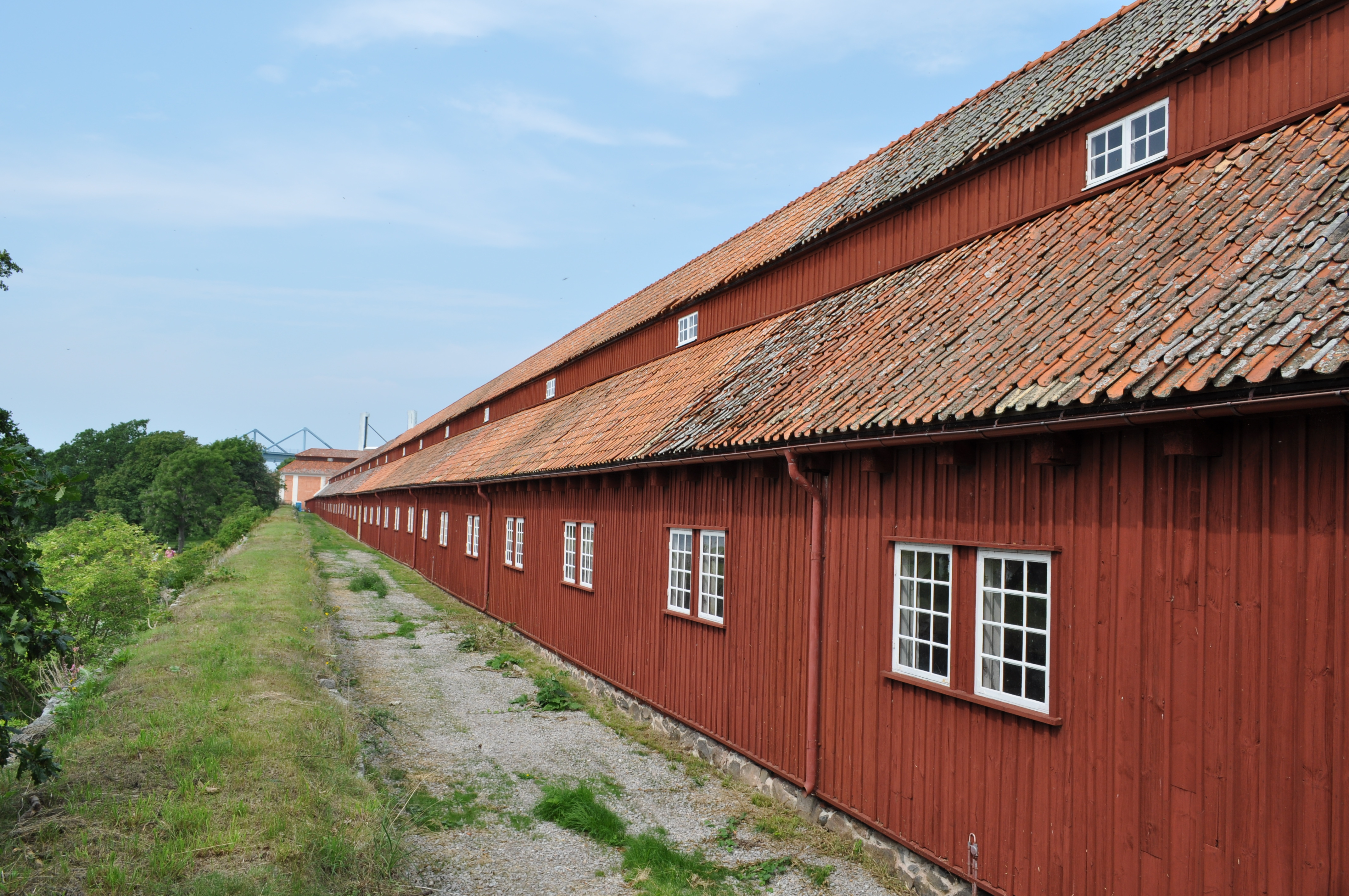
Oficina de cordoaria em Lindholmen
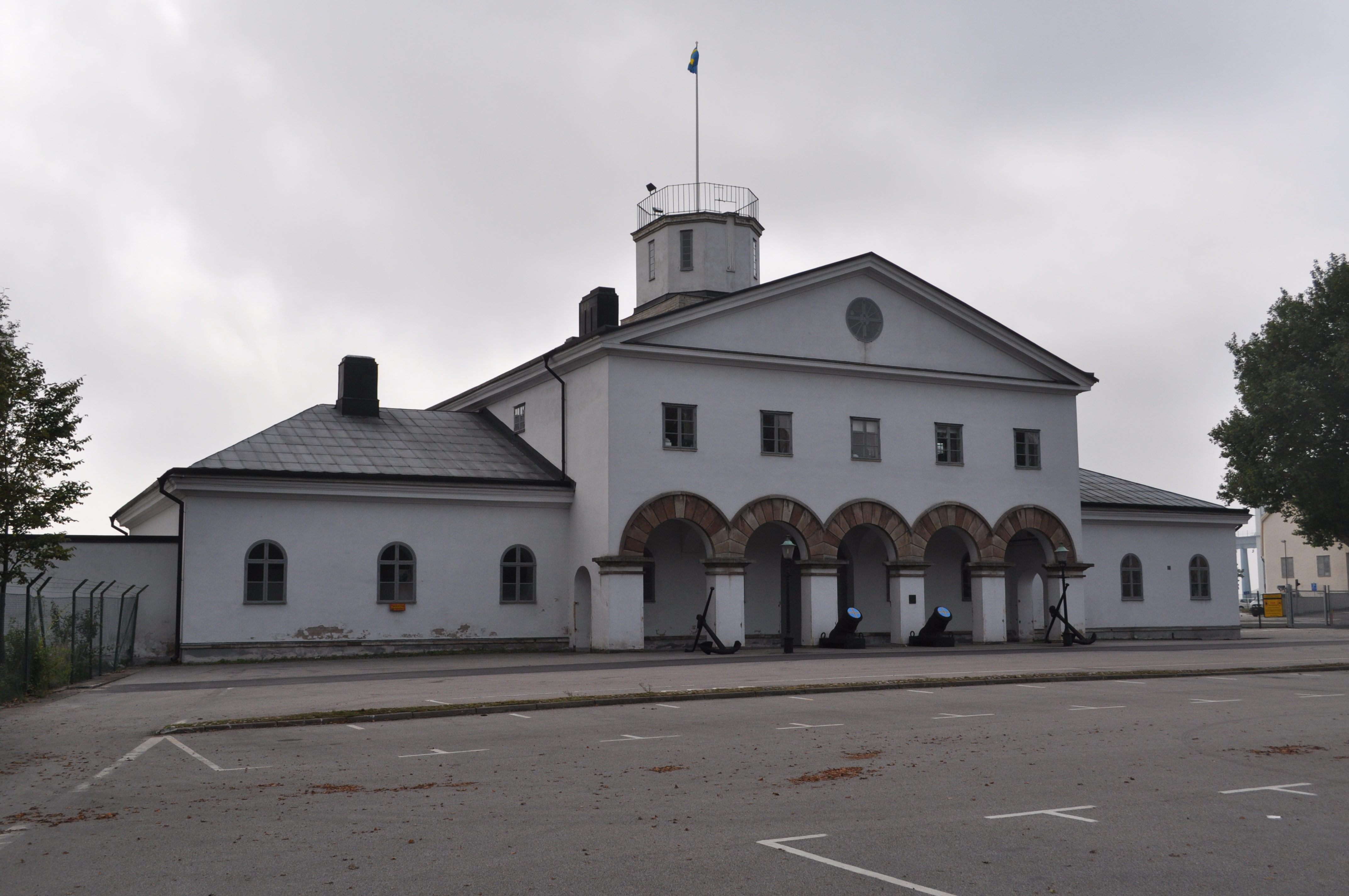
Caserna da Guarda
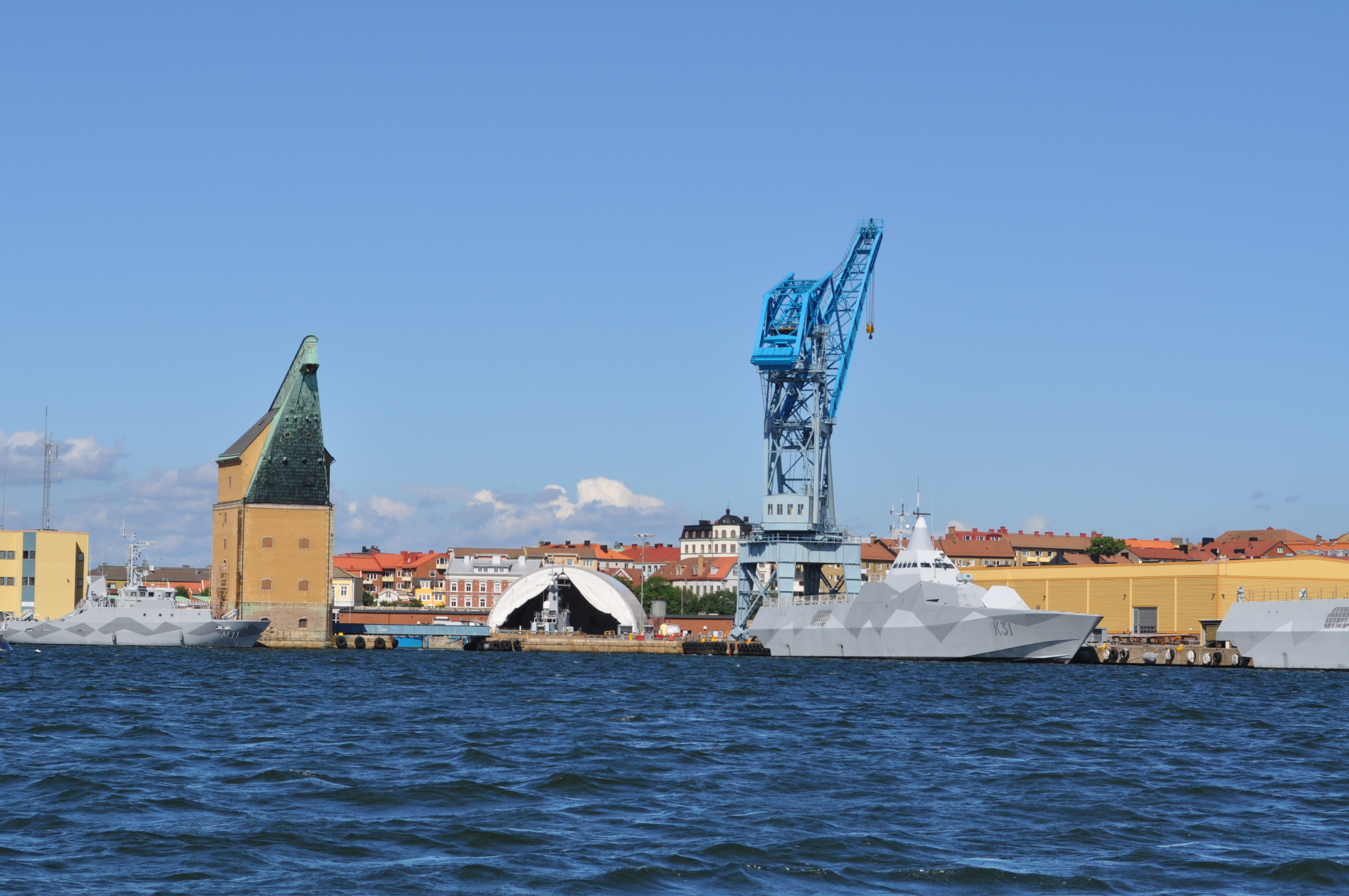
Antigo guindaste do século XIX, construído em pedra e alvenaria
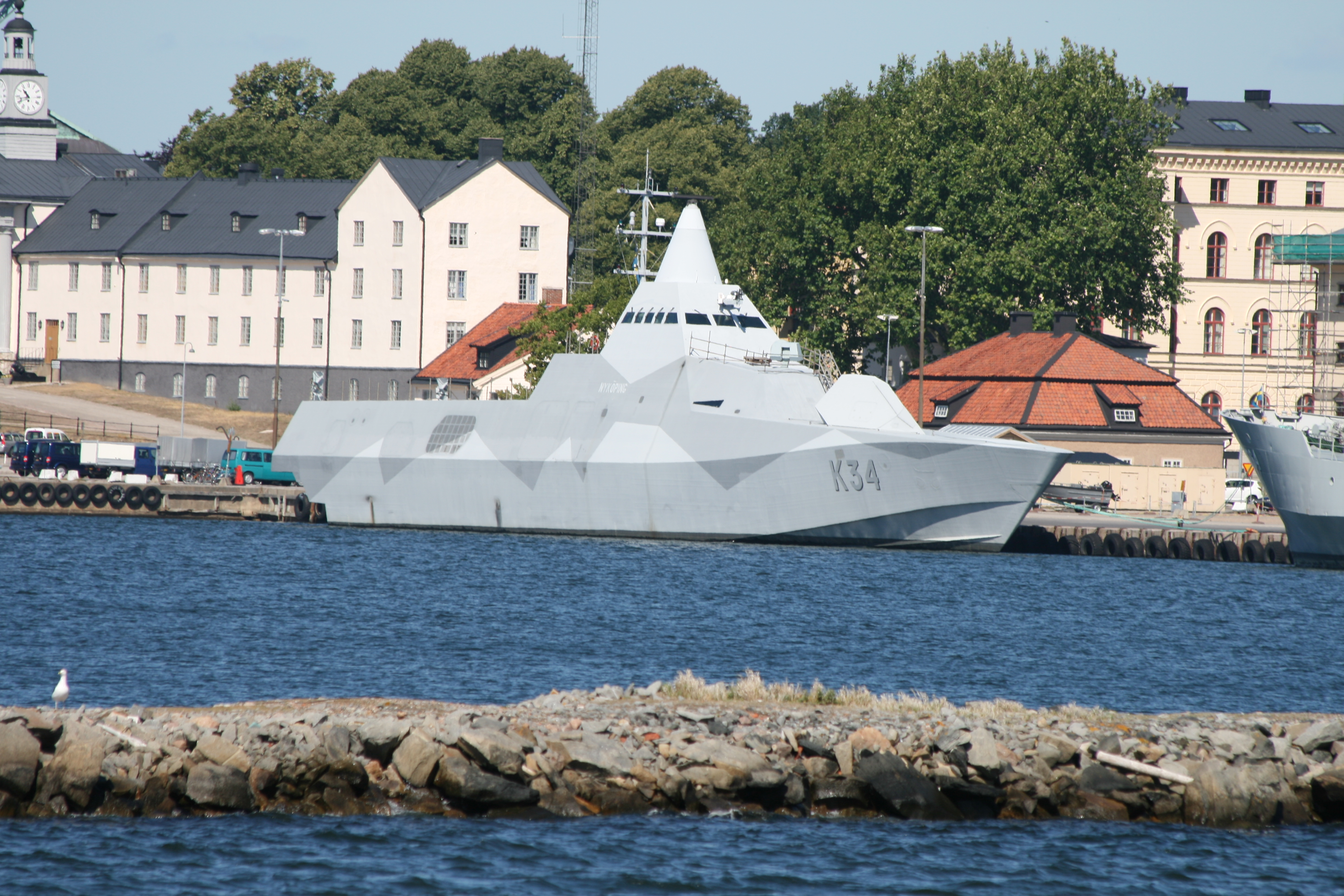
A corveta  da Classe Visby HMS Nyköping, atracada no porto de Karlskrona